# Balázs Benik
Balázs Benik, né le 13 mars 1979, est un pilote de rallye hongrois.

## Biographie
Il commence la compétition automobile en 1999, sur Toyota Corolla WRC.
Il acquiert ses trois titres de champion national au sein du OMV Benik Rally Team.
Son meilleur résultat en WRC est une 13e place au rallye de Turquie, en 2003.

## Palmarès

### Titres
- Triple champion de Hongrie des rallyes : en 2003 (copilote Pál Somogyi), puis 2006 et 2007 (copilote István Varga), le tout sur Ford Focus WRC;
  - Vice-champion de Hongrie des rallyes, en 2004 et 2005;
  - 3e du championnat de Hongrie, en 2008;

### Victoires en ERC
- Rallye Waldviertel: 2004 et 2006 (Autriche).

### Principales victoires nationales
- Rallye Mecsek (Allianz Hungária Rallye): 2006 et 2007;
- Rallye de Budapest: 2006.